# 勒內·蓋農
勒內·让-玛丽·约瑟夫·蓋農（法語：René Jean Marie Joseph Guénon；1886年11月15日—1951年1月7日），教名阿卜杜勒·阿尔-瓦希德·叶海亚（阿拉伯語：عبد الـوٰاحد يحيیٰ），法國哲學家和西方秘契主義者，傳統主義學派的主要奠基人。對東方哲學尤其是印度教和伊斯蘭蘇非主義有深入的研究。

## 生平
生於布盧瓦，父親是建築師。1904年到巴黎上大學，主修數學與哲學。此時他曾參與巴黎的神秘學研究團體，但很快就對他們失望。後來他開始研究東方的宗教如印度教、道教，1911年開始又努力鑽研伊斯蘭蘇非主義，並取了穆斯林名“阿卜杜勒·阿尔-瓦希德·叶海亚”。
1917年蓋農到法屬阿爾及利亞的塞提夫，在當地的大學教哲學，一年後便辭職專事著述。1921年他出版第一本書《印度教教義研究入門》。他在書中不討論細節而專注揭示印度教的精神原則，並批評當時的東方學者缺乏這種對教義的根本把握。不久他又寫了第二本書《神智學：一個偽宗教的歷史》，對神智學大加批判。接下來的幾本書如《東方與西方》、《吠檀多學派眼中之人及其形成》、《世界之王》、《現代世界的危機》、《精神權威與現世權力》是他的代表著作，致力於批判文藝復興以來的現代性，追求世界各宗教中都蘊含且共通的「隱微的教導」，開啟了傳統主義學派。
1930年，蓋農放棄西方物質生活，移居埃及，皈依伊斯蘭，成為蘇非行者，加入Sheikh Salama Hassan ar-radi領導的修道團體。1934年與另一位蘇非領袖Sheikh Mohammad Ibrahim的女兒結婚，育有四名子女，並在Sheikh Salama Hassan ar-radi1938年逝世後追隨岳父繼續修行。他在埃及過著清貧儉樸的生活，專心著述和修道，並和西方友人保持通信。1951年在開羅逝世。

## 思想
勒內·蓋農既非神秘學者也按照一般的說法是宗教學者，那就是傳中的深奧（Ezoterisumu）尺寸「各種傳統的終極匹配」的思想家。勒內·蓋農的傳統，主張是傳統及其衍生物構成了原應來自非人類起源（印度教，道教，猶太教，基督教，伊斯蘭教等），各種傳統和深奧衍生的（Ezoterisumu）它是一個內部形而上。和形上學根據蓋農「是屬於知識或普遍性的普遍性原則的知識。」這也是在表達外形狀存在韋丹塔和伊本阿拉比的理論之一有。蓋農是和各種傳統學說來從原始原始起源的多樣性，擴大，批評後者從傳統偏離系統嚴格區分。蓋農還強調了為實現形上學的認識開始的重要性（秘儀傳授）。 「教導基本上精神影響的啟動，啟動僅由常規傳統組織進行。」

## 著作
（皆無中譯本，故中文名稱均為暫譯）
- 印度教教義研究入門 (Introduction générale à l'étude des doctrines hindoues, 1921)
- 神智學：一個偽宗教的歷史  (Le Théosophisme - Histoire d'une pseudo-religion, 1921)
- 心靈主義的謬論 (L'erreur spirite, 1923)
- 東方與西方 (Orient et Occident, 1924)
- 吠檀多學派眼中之人及其形成 (L'homme et son devenir selon le Vêdânta, 1925)
- 但丁的隱微論 (L'ésotérisme de Dante, 1925)
- 世界之王 (Le Roi du Monde, 1927)
- 現代世界的危機 (La crise du monde moderne, 1927)
- 精神權威與現世權力 (Authorité Spirituelle et Pouvoir Temporel, 1929)
- 聖伯爾納鐸(Saint-Bernard, 1929)
- 十字架的象徵性 (Le symbolisme de la croix, 1931)
- 存在的多元狀態 (Les états multiples de l'Être, 1932)
- 東方的形而上學 (La metaphysique orientale, 1939)
- 量的支配和時代的印記 (Le règne de la quantité et les signes des temps, 1945)
- Perspectives on Initiation (Aperçus sur l'initiation, 1946)
- 無窮小微積分的形而上原理 (Les principes du calcul infinitésimal, 1946)
- 偉大的三合一 (La Grande Triade, 1946)
- Initiation and Spiritual Realization (Initiation et réalisation spirituelle, 1952)
- 基督教隱微主義探微 (Aperçus sur l'ésotérisme chrétien, 1954)
- 神聖科學之象徵 (Symboles de la Science Sacrée, 1962)
- Studies in Freemasonry and Compagnonnage (Études sur la Franc-Maçonnerie et le Compagnonnage, 1964)
- 印度教研究 (Études sur l'Hindouisme, 1966)
- 傳統的形式和宇宙循環 (Formes traditionelles et cycles cosmiques, 1970)
- 伊斯蘭隱微主義和道教探微 (Aperçus sur l'ésotérisme islamique et le Taoïsme, 1973)
- 評論集 (Comptes rendus, 1973)
- 雜集 (Mélanges, 1976)

## 外部連結
- Understanding Rene Guenon （页面存档备份，存于）
- Biography from Sophia Journal
- Biography from Institute for Gnostic Studies
- Guénon and Vedanta